# ABC Air Hungary
ABC Air Hungary — колишня чартерна авіакомпанія, що базувалася в Будапешті, Угорщина.
На червень 2010 авіакомпанія має у своєму розпорядженні чотири літаки Let L-410 Turbolet.